# 李卓
參數所指定的目標頁面不存在，建議更正成存在頁面或直接建立下列一個頁面（建立前請先搜尋是否有合適的存在頁面可以取代）：
- 李卓 (演员)

李卓（1981年12月4日—），籍贯為遼寧铁岭，中國舉重運動員。

## 生涯
李卓，女，於1994年入讀铁岭市少儿体校，1年後進入遼寧省體育運動技術學院，在1998年入選國家隊，成為國家隊的成員之一。
李卓入選國家隊的第二年先在亞洲錦標賽48公斤级女子賽事中贏得冠軍。兩年後在東亞運中贏得了一面金牌、九運會銀牌。1年後在釜山亞運中奪得一面金牌。
2003年再次奪得亞錦賽48公斤級的冠軍，雅典奥运時，不胜土耳其選手努尔詹·塔伊兰，最終得到一面銀牌。
於2005年的十運會，李卓得到女子48公斤級項目的銅牌。